# Frank Zombo
Frank William Zombo III (Sterling Heights, 5 marzo 1987) è un giocatore di football americano statunitense che gioca nel ruolo di linebacker per i Kansas City Chiefs della National Football League (NFL). Dopo non essere stato selezionato nel Draft NFL 2010 firmò coi Green Bay Packers. Al college ha giocato a football a Central Michigan.

## Carriera professionistica

### Green Bay Packers
Zombo firmò coi Packers in qualità di free agent non scelto nel Draft il 10 aprile 2010.
Malgrado la mancata selezione nel draft, l'impatto di Zombo nella sua prima stagione da professionista fu notevole: egli giocò 13 gare della stagione regolare, otto delle quali da titolare, totalizzando 38 tackle e 4,0 sack. Con un sack sul quarterback Michael Vick nel debutto stagionale in trasferta contro i Philadelphia Eagles, egli divenne il primo rookie dei Packers a mettere a segno un sack nella sua gara di debutto da Jamal Reynolds contro i Jacksonville Jaguars il 3 dicembre 2001.
Nel Super Bowl XLV, Zombo partì come titolare, mettendo a segno un sack e 5 tackle, nella vittoria di Green Bay sui Pittsburgh Steelers 31-25 che riportò il Lombardi Trophy nel Wisconsin dopo 14 anni. Il sack messo a segno su Ben Roethlisberger nel Super Bowl lo rese il primo rookie non scelto nel draft a compiere tale azione, da quando la statistica venne rilevata ufficialmente nel 1982.
Nella stagione 2011, Zombo giocò solamente cinque gare, una delle quali da titolare. La miglior gara stagionale giunse nella settimana 14 in cui, contro gli Oakland Raiders, mise a segno 4 tackle solitari e un sack.
Nella stagione 2012, Zombo perse le prime 8 gare a causa di un infortunio al tendine del ginocchio. Tornà nel roster attivo il 3 novembre.

### Kansas City Chiefs
Il 3 aprile 2013, Zombo firmò con i Kansas City Chiefs. Il primo sack con la nuova maglia lo mise a segno nella vittoria della settimana 14 contro i Washington Redskins. La settimana successiva fece registrare il primo intercetto in carriera ai danni di Matt McGloin degli Oakland Raiders e guidò i Chiefs con 7 tackle. Con i Chiefs già sicuri del posto nei playoff, nell'ultima gara della stagione Zombo, mise a segno il suo secondo sack dell'anno.

## Vittorie e premi
- Super Bowl : 1

Green Bay Packers: Super Bowl XLV
- National Football Conference Championship: 1

Green Bay Packers: 2010

## Statistiche
| Tackle totali  | 56  |
| Sack           | 5,0 |
| Intercetti     | 0   |
| Fumble forzati | 2   |

Statistiche aggiornate alla stagione 2012